# Ranko Krivokapić
Ranko Krivokapić (Cattaro, 17 agosto 1961) è un politico montenegrino, già Presidente del Parlamento del Montenegro e del Partito Socialdemocratico del Montenegro (SDP).

## Biografia e carriera politica
Krivokapić nacque a Cattaro il 17 agosto 1961 nell'allora Repubblica Socialista di Montenegro, una delle sei repubbliche che costituivano la Repubblica Socialista Federale di Jugoslavia. La sua attività politica iniziò alla fine degli anni ottanta. In quegli anni decise si laureò presso la facoltà di giurisprudenza dell'Università di Niš e frequentò la facoltà di giurisprudenza dell'Università di Belgrado. Oltre al montenegrino parla anche fluentemente l'inglese. Ha due figli.

### Politica

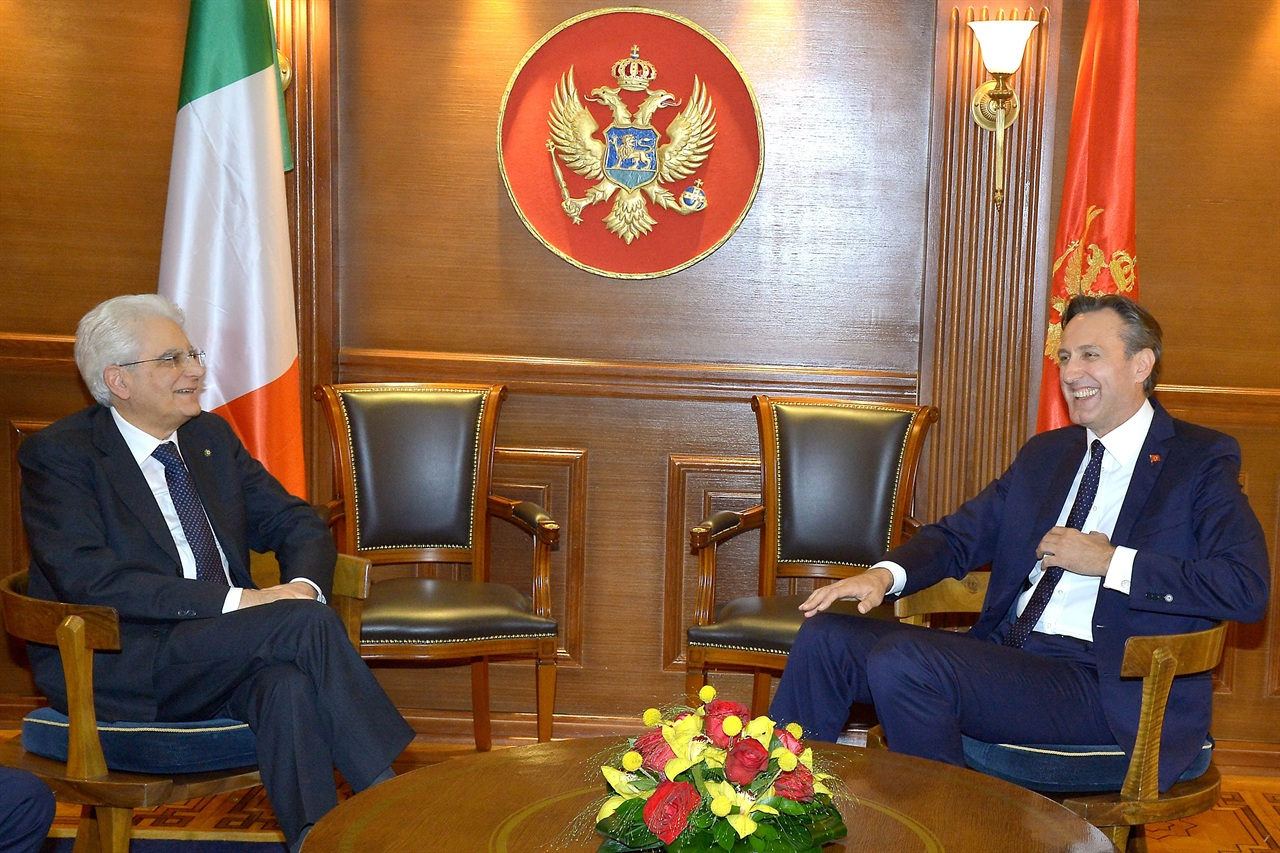
Ranko Krivokapić con l'attuale presidente della Repubblica Italiana Sergio Mattarella

Venne eletto deputato nel parlamento montenegrino sei volte, la prima volta nel 1989. Fu anche deputato all'Assemblea Federale Jugoslava dal 1993 al 1997. Dal 2003 al 2017, Krivokapić fu Presidente del Parlamento del Montenegro.
È noto per la sua retorica nazionalista e per il supporto, oltre che all'indipendenza del paese, alla Chiesa ortodossa montenegrina e all'introduzione della lingua montenegrina come idioma ufficiale.
Nel 2019 venne eletto presidente onorario dell'SDP.
Dal 28 aprile 2022 all'ottobre 2022, Krivokapić fu ministro degli affari esteri nel governo di Dritan Abazović.